# Sámej Izhar
Sámej Izhar Smilansky, pseudónimo  S. Yizhar (en hebreo: ס. יזהר‎) (Rejovot, 27 de septiembre de 1916-Gedera, 21 de agosto de 2006), fue un escritor israelí.
Hijo de una familia de inmigrantes rusos. Fue profesor de educación de la Universidad Hebrea de Jerusalén y de literatura hebrea en la Ua del estado hebreo entre 1948 y 1949, donde fue oficial de inteligencia, y Días de Ziklag con el que obtuvo el Premio Israel en 1959. Participó en la actividad política integrándose en el Partido Laborista, con el cual fue diputado en la Knesset durante diecisiete años.